# Тесленко, Илья Алексеевич
Илья Алексеевич Тесленко (10 октября 1910 — 10 ноября 1991) — Герой Советского Союза, почётный гражданин города Карачев Брянской области и города-героя Керчь (1989). Во время войны — комиссар 1-го батальона 83-й морской стрелковой бригады 51-й армии Закавказского фронта, майор.

## Биография
Родился 10 октября 1910 года в селе Рясники ныне Карачевского района Брянской области в крестьянской семье. Русский. Окончил среднюю школу.
Член ВКП(б)/КПСС с 1931 года. В Военно-Морском Флоте с 1932 года. В 1940 году окончил военно-политическое училище. На фронте в Великую Отечественную войну с июня 1941 года.
Комиссар 1-го батальона 83-й морской стрелковой бригады (51-я армия, Закавказский фронт) майор Илья Тесленко возглавлял десантный отряд, высадившийся 24 декабря 1941 года на Керченский полуостров в районе мыса Зюк. Захватив две вражеские батареи, майор Тесленко в течение трёх дней управлял боем отряда с превосходящими силами противника. Был ранен, но остался в строю.
Указом Президиума Верховного Совета СССР «О присвоении звания Героя Советского Союза начальствующему составу Красной Армии» от 17 апреля 1943 года за  «образцовое выполнение боевых заданий командования на фронте борьбы с немецкими захватчиками и проявленные при этом отвагу и геройство» удостоен звания Героя Советского Союза с вручением ордена Ленина и медали «Золотая Звезда» (№ 911). 

После войны продолжал службу в ВМФ СССР. В 1948 году окончил курсы усовершенствования офицерского состава. В 1955 году вышел в запас в звании капитана 1-го ранга. Жил в городе Симферополь. До ухода на заслуженный отдых работал инженером на заводе «Фиолент». Почётный гражданин города Керчи.

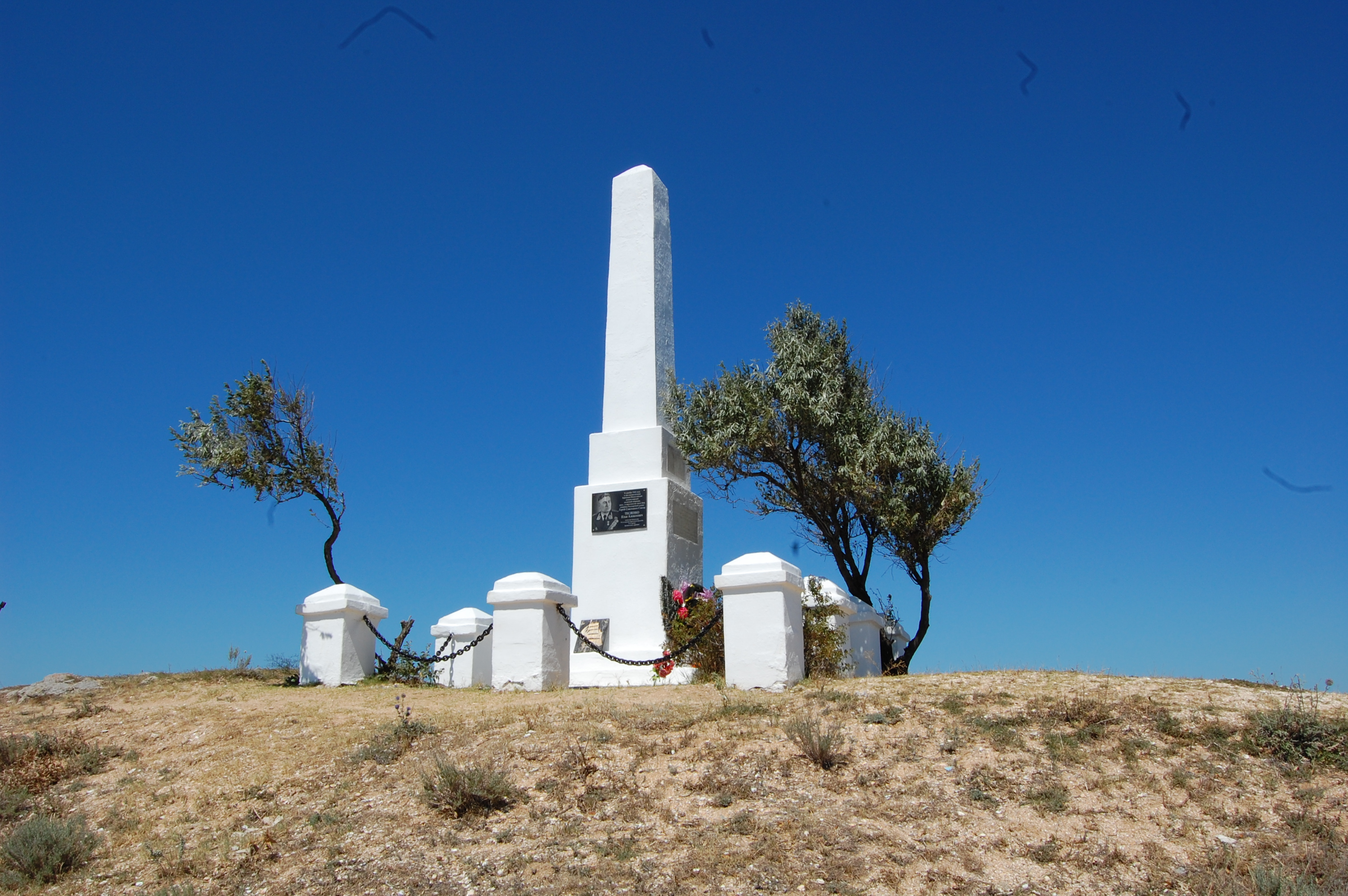
Памятник Акмонайскому десанту на месте высадки 83 бригады 51 армии Закавказского фронта и ее комиссару Илье Тесленко; мыс Зюк, село Курортное Ленинского района Крыма.

## Награды
Награждён также двумя орденами Красного Знамени, двумя орденами Отечественной войны 1-й степени, орденом Красной Звезды, медалями, в том числе, так называемым «южным бантом», — медалями «За оборону Одессы», «За оборону Севастополя», «За оборону Кавказа».

## Память
- На территории бывшей базы торпедных катеров в Карантинной бухте Севастополя установлен памятный знак с барельефом Героя.
- В городе Симферополь по адресу ул.Киевская, дом 71 установлена мемориальная доска.
- На мысе Зюк на месте высадки 83 бригады 51 армии Закавказского фронта установлен памятник Ак-Монайскому десанту и Илье Тесленко (о чём говорят памятные таблички с двух сторон основания обелиска).